# Germanium(IV)-chlorid
Germanium(IV)-chlorid (GeCl4) ist eine anorganische chemische Verbindung aus der Gruppe der Germaniumverbindungen und Chloride.

## Gewinnung und Darstellung

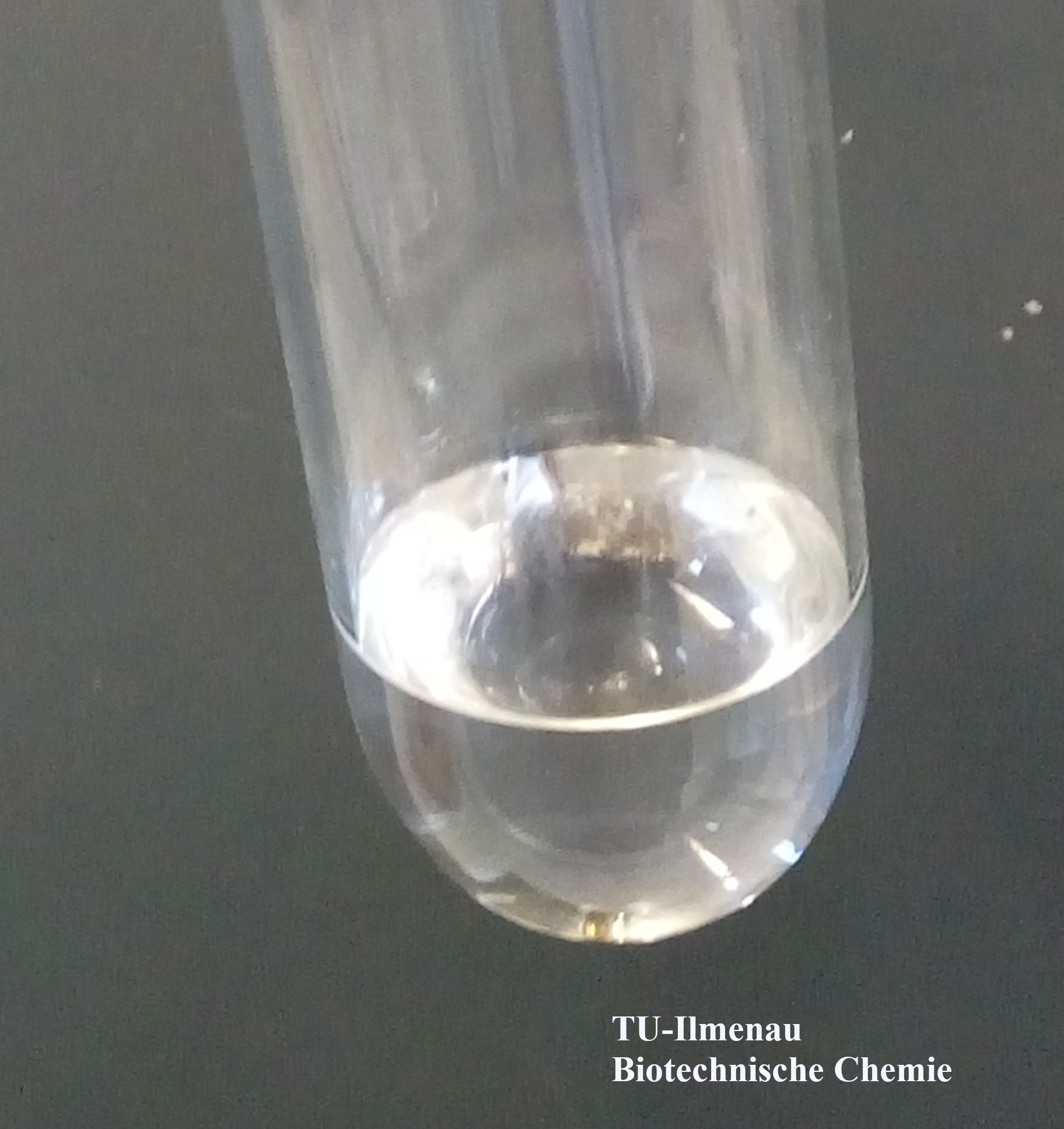
Frisch destilliertes Germanium(IV)-chlorid in einem Schlenkrohr.

Germanium(IV)-chlorid lässt sich durch Reaktion von Germanium oder Germanium(IV)-oxid/Germanium(II)-oxid mit Chlor oder Chlorwasserstoff gewinnen. Das aus Chlor und Germanium gewonnene Präparat (siehe Abbildung) muss erneut destilliert werden, um es von anhaftendem Chlor zu befreien.
{\displaystyle {\ce {GeO2 + 4HCl -> GeCl4 + 2H2O}}}
{\displaystyle {\ce {Ge + 2Cl2 -> GeCl4}}}

## Eigenschaften
Germanium(IV)-chlorid ist eine farblose, an Luft rauchende Flüssigkeit mit stechendem Geruch (durch Salzsäure). Sie hat einen  Siedepunkt von 83 °C und hydrolysiert mit Wasser oder Säuren langsam zu Germanium(IV)-oxid. Durch Aminolyse erhält man das entsprechende Germaniumdiimid. Mit Natriumethanolat bildet sich der extrem hydrolyseempfindliche Germaniumsäure-orthoethylester.
{\displaystyle {\ce {GeCl4 + 2H2O -> GeO2 + 4HCl}}}
{\displaystyle {\ce {GeCl4 + 6NH3 -> Ge(NH)2 + 4NH4Cl}}}
{\displaystyle {\ce {GeCl4 + 4NaOC2H5 -> Ge(OC2H5)4 + 4NaCl}}}
Mit Chloriden bildet sie Chlorokomplexe des Typs GeCl62−.

## Verwendung
Germanium(IV)-chlorid ist ein wichtiges Zwischenprodukt bei der Germanium-Gewinnung und der Mikrowellenherstellung von Hexachlordigerman Ge2Cl6. Hochreines Germanium(IV)-chlorid wird bei der Herstellung von Lichtwellenleitern aus Quarzglas eingesetzt, um im Kern der Quarzfasern eine hochreine Germanium(IV)-oxid Schicht zu erzeugen.